# Ампоање
Ампоање (фр. Ampoigné) насеље је и општина у западној Француској у региону Лоара, у департману Мајен која припада префектури Шато Гонтје.
По подацима из 2011. године у општини је живело 559 становника, а густина насељености је износила 26,47 становника/km². Општина се простире на површини од 21,12 km². Налази се на средњој надморској висини од 80 метара (максималној 92 m, а минималној 47 m).

## Демографија
| 1962. | 1968. | 1975. | 1982. | 1990. | 1999. | 2011. |
| ----- | ----- | ----- | ----- | ----- | ----- | ----- |
| 436   | 502   | 440   | 406   | 385   | 421   | 559   |

График промене броја становника у току последњих година